# Saison 2015 des Padres de San Diego
La saison 2015 des Padres de San Diego est la 47e saison en Ligue majeure de baseball pour cette franchise. 
Malgré les multiples transactions orchestrées par le directeur général A. J. Preller avant la saison 2015, les Padres ne sont jamais compétitifs, et le congédiement en juin de Bud Black, leur gérant depuis 2007, ne semble qu'empirer la situation. Avec un bilan de 74 victoires et 88 défaites, San Diego perd trois matchs de plus qu'en 2014, connaît une 5e campagne perdante de suite, et rate les séries éliminatoires pour un 9e automne consécutif.

## Contexte
Les Padres connaissent en 2014 une 4e saison perdante de suite et ratent les éliminatoires pour une 8e année consécutive. L'offensive du club est misérable, les Padres se classant derniers du baseball majeur pour les points marqués, les coups sûrs, la moyenne au bâton, la moyenne de puissance et le pourcentage de présence sur les buts, et avant-derniers pour les coups de circuit. Leur attaque est à la mi-saison en voie d'établir des records de médiocrité, mais une seconde moitié de campagne plus heureuse, combinée à de tristes performances de Colorado et Arizona, leur permet de remonter au 3e rang de la division Ouest de la Ligue nationale, où ils terminent l'année avec 77 victoires et 85 défaites, une progression d'à peine une victoire sur leur saison 2013.

## Intersaison
Sous la gouverne d'un nouveau directeur-gérant, A. J. Preller, engagé en août 2014, les Padres subissent une profonde métamorphose durant la saison morte. Par le biais de transactions, Preller remplace entièrement son champ extérieur en obtenant Matt Kemp des Dodgers de Los Angeles, Justin Upton des Braves d'Atlanta et Wil Myers des Rays de Tampa Bay. En plus de ces trois joueurs, les Padres obtiennent dans la même période de trois jours en décembre le receveur Derek Norris des A's d'Oakland et le troisième but Will Middlebrooks des Red Sox de Boston. Possédant un surplus de voltigeurs, San Diego échange fin décembre le meilleur joueur offensif de l'équipe en 2014, Seth Smith, qui est transféré aux Mariners de Seattle contre le releveur droitier Brandon Maurer et obtiennent Shawn Kelley, un autre releveur droitier, des Yankees de New York. Dans cette série d'échanges, les Padres laissent partir principalement des joueurs de ligues mineures mais aussi le receveur Yasmani Grandal, transféré aux Dodgers.
Le 11 février 2015, le lanceur partant droitier James Shields signe un contrat de 4 ans pour 75 millions de dollars avec les Padres, après avoir joué les deux saisons précédentes pour Kansas City.
Le 5 avril 2015, la veille du match d'ouverture des Padres, ceux-ci font l'acquisition du stoppeur étoile Craig Kimbrel et du voltigeur Melvin Upton en cédant aux Braves d'Atlanta le prometteur lanceur droitier Matt Wisler, les voltigeurs Cameron Maybin, Carlos Quentin et Jordan Paroubeck, ainsi que la 41e sélection au total du repêchage amateur de 2015.
Un changement notable est aussi apporté au personnel d'instructeurs : l'entraîneur des frappeurs Phil Plantier, congédié le 22 octobre 2014, est remplacé en décembre suivant par l'ancien joueur récemment retraité Mark Kotsay.

## Calendrier pré-saison
L'entraînement de printemps 2015 des Padres se déroule du 4 mars au 2 avril.

## Saison régulière
La saison régulière de 162 matchs des Padres débute le 6 avril par une visite aux Dodgers de Los Angeles et se termine le 4 octobre suivant. Le premier match local à San Diego est joué le 9 avril contre les Giants de San Francisco.

### Classement
| Ligue nationale division Ouest | V  | D  | %    | Diff. | Diff. (séries) |
| ------------------------------ | -- | -- | ---- | ----- | -------------- |
| Dodgers de Los Angeles         | 92 | 70 | ,568 | -     | -              |
| Giants de San Francisco        | 84 | 78 | ,519 | 8     | 13             |
| Diamondbacks de l'Arizona      | 79 | 83 | ,488 | 13    | 18             |
| Padres de San Diego            | 74 | 88 | ,457 | 18    | 23             |
| Rockies du Colorado            | 68 | 94 | ,420 | 24    | 29             |

### Juin
- 15 juin : Les Padres, détenteurs d'une fiche de 32 victoires et 33 défaites, congédient le gérant Bud Black, qui dirigeait l'équipe depuis 2007, et le remplacent par Dave Roberts[21], qui assure l'intérim pour un seul match.
- 16 juin : Les Padres nomment Pat Murphy comme gérant par intérim jusqu'à la fin de la saison[22].

### Août
- 14 août : Au Colorado, Matt Kemp réussit le premier cycle de l'histoire des Padres[23].

### Septembre
- 22 septembre : Tyson Ross réussit son 200e retrait sur des prises de la saison. Lui et son coéquipier James Shields forment le premier duo de lanceurs en 47 ans d'histoire des Padres à en compter au moins 200 en une année[24].

### Octobre
- 4 octobre : Les Padres congédient leur gérant par intérim, Pat Murphy, au terme du dernier match de leur saison[25].

## Affiliations en ligues mineures
| Niveau            | Équipe                          | Ligue                         |
| ----------------- | ------------------------------- | ----------------------------- |
| AAA               | Chihuahuas d'El Paso            | Ligue de la côte du Pacifique |
| AA                | Missions de San Antonio         | Texas League                  |
| A-Advanced        | Storm de Lake Elsinore          | California League             |
| A                 | TinCaps de Fort Wayne           | Midwest League                |
| A (saison courte) | Dust Devils de Tri-City         | Northwest League              |
| Ligue des recrues | Padres de la Ligue de l'Arizona | Ligue de l'Arizona            |
| Ligue des recrues | DSL Padres                      | Dominican Summer League       |